# Мюррей, Филип
Филип Мюррей (англ. Philip Murray; 25 мая 1886, Блантайр, Шотландия — 9 ноября 1952, Сан-Франциско) — американский профсоюзный деятель и видная фигура в рабочем движении шотландского происхождения, первый президент Объединённого профсоюза рабочих сталелитейной промышленности Америки. С 1936 года стал активным членом Конгресса производственных профсоюзов США; в 1940 году был избран его президентом и занимал этот пост до своей смерти.

## Биография
Родился в бедной семье шахтёра и ткачихи, работал на угольной шахте с 10 лет. В 1902 году эмигрировал в США, где также работал на шахте в юго-западной Пенсильвании. Участвовать в рабочем движении начал с 1904 года. В 1905 году, не имея формального образования, за полгода закончил заочные курсы по математике; в 1911 году получил американское гражданство. В 1912 году Мюррей стал членом международного совета Союза американских шахтёров, с 1920 по 1942 год был его вице-президентом. Был сторонником и последователем Джона Л. Льюиса, другого крупного американского деятеля рабочего движения; в 1936 году по его просьбе создал профсоюз сталелитейщиков и был во главе него до 1942 года, став затем президентом USWA (Объединённые сталелитейщики Америки), сменившей старую организацию. За два года до этого, 22 ноября 1940 года, он заменил Льюиса на посту президента Конгресса производственных профсоюзов США.
Филип Мюррей известен своей активной поддержкой правительства США во время как Первой, так и Второй мировых войн: в частности, во время Первой мировой войны был назначен Вудро Вильсоном руководителем пенсильванского отделения Национальной организации военного труда, а во время Второй мировой войны участвовал в организационной деятельности по расширению производства и выступал за отмену расовой дискриминации на военных заводах. После окончания войны его отношения с правительством ухудшились, он активно выступал против проводимой Трумэном политики национализации сталелитейной промышленности и возглавлял несколько крупных забастовок. Также известен тем, что отказался подписывать «антикоммунистическую присягу», хотя в 1949—1950 годах лично изгнал из профсоюза ряд коммунистов. Умер в 1952 году от сердечного приступа.